# Saint-Caprais (Cher)
Saint-Caprais é uma comuna francesa na região administrativa do Centro, no departamento de Cher. Estende-se por uma área de 14,42 km². Em 2010 a comuna tinha 784 habitantes (densidade: 54,4 hab./km²).